# Bundesstraße 17
La Bundesstraße 17 è una strada federale della Germania. Il suo percorso si fa risalire alla Via Claudia Augusta che collegava la Gallia Cisalpina con la Germania e costituisce parte della Strada romantica.
Collega la città di Gersthofen a nord con Füssen presso il confine con l'Austria lungo il corso del fiume Lech. Altre città attraversate sono Augsburg, Landsberg am Lech, Schongau, Peiting, Steingaden e Schwangau.